# Adriaan Pit
Adriaan Pit (Den Haag, 25 april 1860 – Nijmegen, 24 november 1944) was een Nederlands kunsthistoricus, museumdirecteur en auteur. 

## Biografie
Adriaan Pit bracht zijn jeugd in de hofstad door. Na het gymnasium studeerde hij rechten in Leiden, maar hij maakte deze studie niet af. In 1886 vertrok hij naar Parijs en ging kunstgeschiedenis studeren aan de École du Louvre. Na zijn afstuderen keerde Pit vermoedelijk in 1894 terug naar Nederland. 
In 1896 werd hij benoemd tot onderdirecteur van het Nederlandsch Museum voor Geschiedenis en Kunst, gevestigd in het Rijksmuseumgebouw in Amsterdam. Twee jaar later werd hij directeur van het museum. Pit had ook een grote interesse voor filosofie en literatuur. Hij bezocht regelmatig de koffiemaaltijden voor letterkundigen in het museum Willet-Holthuysen. Op deze manier leerde hij de schrijfster Carry van Bruggen kennen. 
Hij trouwde in 1920 met haar, nadat zij hem tijdens zijn ziekbed had verzorgd. Ze was al eerder getrouwd geweest en had twee kinderen. Carry leed vanaf 1928 aan depressies en overleed in 1932. Hierna verhuisde Pit van Laren naar Den Haag. In 1943 werd hij geëvacueerd naar Nijmegen. Daar, afgesloten van zijn vrienden, moest hij het einde van de oorlog afwachten. Hij overleed echter eerder, in 1944.

## Carrière
Nadat hij directeur van de verzamelafdeling van het Rijksmuseum was geworden maakte hij, samen met onder anderen de kunsthistoricus Willem Vogelsang, een begin met het samenstellen van collectiecatalogi. Pit heeft een voortrekkersrol gehad wat betreft de presentatie van de collectie van het Rijksmuseum. Hij legde steeds meer het accent op tentoonstellingen met hoge artistieke kwaliteit. Zijn beleid is door F. Schmidt Degener, die in 1922 directeur werd, rigoureuzer voortgezet. In 1917 nam Pit ontslag omdat hij zich meer wilde bezighouden met het schrijven van artikelen en boeken. Hij bleef echter wel adviseur van het Rijksmuseum. Ook continueerde hij zijn lidmaatschap van het dagelijks bestuur van de Vereniging Rembrandt. Deze in 1883 opgerichte vereniging - met als doelstelling nationale kunstschatten voor Nederland te behouden - is van onschatbare waarde geweest voor de groei van het Nederlands openbaar kunstbezit. De Vereniging Rembrandt steunde in die tijd vooral aankopen voor het Rijksmuseum, waardoor Pit toch nog invloed had op het verzamelbeleid van het Rijksmuseum.
In 1919 accepteerde hij het inspecteurschap over de Rijksnijverheidsscholen. Deze functie vervulde hij tot aan zijn pensioen in 1926.

## Visie van Pit
Tijdens zijn directeurschap van het Rijksmuseum beijverde hij zich voor een seriële opstelling van de voorwerpen van kunst en kunstnijverheid  om een zekere ontwikkeling hierin aan te tonen. Hierbij werden de objecten chronologisch tentoongesteld en kwam er een einde aan de onoverzichtelijke presentatie van enorme hoeveelheden ongelijkwaardige objecten. 
Bij de hergroepering van de kunstvoorwerpen liet hij een wandschildering van de architect van het Rijksmuseum, P.J.H. Cuypers, afdekken met een door groen textiel overtrokken schot, zodat een sobere omgeving met een effen muur ontstond die de aandacht niet afleidde van de gepresenteerde kunstvoorwerpen. Dit leidde in 1904 tot een felle polemiek in de krant De Nederlander tussen Pit en Tweede Kamerlid jhr. V.E.L. (Victor) De Stuers. De zaak werd zelfs in de Tweede Kamer besproken. Pit wilde de ontwikkeling van een stijl laten zien en lacunes in de collectie opvullen. Als aanvulling op de collectie middeleeuwse sculpturen kocht hij bijvoorbeeld de houten beelden Musicerende Engelen en de Knielende Madonna van Adriaen van Wesel (ca.1420-1499/1500). 
In een artikel geplaatst in De Gids in 1910 pleit Pit voor het aankopen van buitenlandse stukken voor de collectie van het Rijksmuseum. Tot dan toe had het Rijksmuseum vooral kunst van eigen bodem uit de Gouden Eeuw verzameld. Door zijn contacten met Otto Lanz, een verzamelaar van vroeg-Italiaanse kunst, kocht Pit al in 1907 een destijds aan Jacopo della Quercia toegeschreven portretbuste. De commissie van de Nederlandsche Oudheidkundige Bond, waarin Pit van 1911 tot 1918 actief was, bracht in 1918 de brochure Over hervorming en beheer onzer musea uit. Hierin wordt gepleit voor een splitsing van het Rijksmuseum in een Kunst- en een Historisch museum. Deze splitsing is in 1927 daadwerkelijk tot stand gekomen.

## Onderscheidingen
Pit ontving in 1909 een eredoctoraat in de Nederlandse letterkunde van de Rijksuniversiteit Utrecht. Dit was een officiële erkenning van zowel zijn praktische museumwerk als zijn publicaties over kunst en kunstnijverheid.

## Publicaties
Adriaan Pit schreef een groot aantal beschouwingen over zijn vakgebied. Zijn artikelen in het Tijdschrift voor Wijsbegeerte zijn beïnvloed door de Leidse filosoof G.J.P.J. Bolland. 
- 1894 - Les origines de l’art hollandais
- 1912 - Het logische in de ontwikkeling der beeldende kunsten
- 1922 - Denken en beelden
- 1928 - Aestetische ontwikkeling
- 1940 - Over het bewustzijn
- 1890 -1892 artikelen over ‘de incunabel gravure’ in Revue de l’art chretien
- 1891 -bijdrage aan de Catalogue descriptif des eaux-fortes originales de Ph. Zilcken
- artikelen over literatuur en beeldende kunst in de Portefeuille, De Gids, De Kroniek, Eigen Haard, Münchener Jahrbuch der bildenden Kunst, Onze Kunst en in het Dagblad van Zuid-Holland en 's Gravenhage
- kunstrubriek in De XXe eeuw
- publicaties in Dekorative Kunst, Het Huis Oud & Nieuw, het Bulletin uitgegeven door den Nederlandschen Oudheidkundigen Bond, Oud-Holland en in het Tijdschrift voor de Wijsbegeerte
- 1904 – bijdrage aan de Catalogus van de beeldhouwwerken in het Nederlandsch Museum voor Geschiedenis en Kunst te Amsterdam
- 1904 – 1908 bijdrage aan George Hendrik Breitner. Indrukken en biographische aanteekeningen
- 1906 – Het ‘Quattrocento’ uit de verzameling Otto Lanz
- 1910 – publicatie over zijn aankoopbeleid in De Gids
- 1918 – De waarde van buitenlandsche kunst voor onze nationale musea in de brochure Over de hervorming en beheer onzer musea
- 1918 – bijdrage aan de Catalogus van het goud- en zilverwerk in het Nederlandsch Museum voor Geschiedenis en Kunst te Amsterdam